# Небольсин, Аркадий Константинович
Арка́дий Константи́нович Небольси́н (14 октября 1865, Санкт-Петербург — 4 (17) марта 1917, Гельсингфорс) — русский контр-адмирал (29 января 1915 года).

## Биография
Образование получил в Морском корпусе (1886), минном офицерском классе (1901), на гидрографическом отделении Николаевской морской академии (1892). В 1901 году окончил курс военно-морских наук при Николаевской морской академии. В 1886—1889 годах совершил кругосветное плавание на корвете «Витязь» под командованием адмирала С. О. Макарова. В 1888 году участвовал в гидрографических работах в Японском море в заливе Петра Великого. 1 января 1892 года был произведён в лейтенанты.
В 1893 году вахтенным начальником на броненосном крейсере «Адмирал Нахимов» участвовал в официальном визите русской Атлантической эскадры в Северо-Американские Соединённые Штаты, а также на этом же крейсере — в официальном визите русской эскадры Средиземного моря во Францию. В 1894—1895 годах вахтенным начальником на крейсере «Адмирал Нахимов» служил на Дальнем Востоке.
В 1897—1898 годах служил на Чёрном море вахтенным начальником на канонерской лодке «Кубанец», флаг-офицером при контр-адмирале А. К. Сиденснере на судне «Березань», старшим штурманом на эскадренных броненосцах «Екатерина II», «Георгий Победоносец» и на пароходе «Эриклик». 6 ноября 1898 года назначен командиром 1-й роты 29-го Флотского экипажа; 18 ноября 1898 года зачислен в штурманские офицеры 1-го разряда. В 1903—1904 годах — старший офицер эскадренного броненосца «Ростислав», в 1904—1905 годах — старший офицер крейсера 1-го ранга «Аврора», 28 марта 1904 года произведён в капитаны 2-го ранга, с 15 мая 1905 года — командир крейсера «Аврора».
Участник русско-японской войны 1904—1905 годов и Цусимского сражения 14 — 15 мая 1905 года. Через полтора часа после начала Цусимского боя, будучи раненным в голову, плечо и правое колено, взял командование крейсером 1-го ранга «Аврора» на себя. Днём 15 мая 1905 года командующий крейсерским отрядом контр-адмирал Энквист О. А. перешёл со своим штабом на «Аврору» и своим приказом пост-фактум назначил старшего офицера А. К. Небольсина командиром крейсера «Аврора». А. К. Небольсин успешно вывел крейсер в порт Манилу и тем самым спас его. За проявленные мужество и храбрость в Цусимском бою 18 июня 1907 года награждён орденом Св. Анны 2-й степени с мечами.
В 1905—1909 годах — военно-морской агент (атташе) России в США, участвовал в переговорах, предшествовавших заключению Портсмутского мира. В 1909—1911 годах — командир канонерской лодки «Кореец» в составе 2-й минной дивизии Балтийского флота в Свеаборге и начальник отряда канонерских лодок («Кореец», «Бобр» и «Гиляк») в составе Учебно-артиллерийского отряда в Ревеле.
18 октября 1910 года произведён в капитаны 1-го ранга. В 1911—1914 годах — командир броненосного корабля «Император Павел I» в составе 2-й бригады линейных кораблей Балтийского флота. С этим назначением на А. К. Небольсина были возложены обязанности по доводке и испытанию всех систем только что построенного корабля «Император Павел I», а также обучение команды обслуживанию новой техники. По результатам проделанной большой работы им опубликован труд "Описание устройства линейного корабля «Император Павел I» — подробное практическое руководство для углублённого изучения корабля его офицерами.
20 октября 1914 года назначен командующим под брейд-вымпелом только что образованной 1-й бригады линейных кораблей Балтийского моря в составе линкоров — дредноутов «Севастополь», «Полтава», «Гангут» и «Петропавловск». Как и в случае с «Императором Павлом I», командуя 1-й бригадой, Небольсин проделал большую работу по обучению экипажей кораблей, ремонту «Гангута», подготовке трёх линкоров к испытаниям и успешному проведению этих испытаний, в результате чего все линкоры 1-й бригады в кратчайшие сроки были приняты на вооружение и в конце декабря 1914 года пришли в крепость Свеаборг в Гельсингфорсе на зимовку.
29 января 1915 года высочайшим указом по Морскому ведомству произведён в контр-адмиралы. С 15 мая 1915 года — начальник 2-й бригады линейных кораблей Балтийского моря в составе броненосцев «Андрей Первозванный» (под флагом А. К. Небольсина), «Цесаревич», «Слава» и «Император Павел I».
Участник Первой мировой войны: в кампаниях 1915 г. и 1916 г. 2-я бригада линейных кораблей под командованием А. К. Небольсина в составе эскадры линейных кораблей Балтийского флота (1-я и 2-я бригады) под командованием вице-адмирала Л. Б. Кербера выходила в море на манёвры и стрельбы, участвовала в двух скрытных операциях по минированию у берегов Германии и в операции против германских конвоев на подходах к побережью Швеции.
3 марта 1917 года, на следующий день после отречения императора Николая II от власти, был смертельно ранен во время матросских волнений в морской крепости Свеаборг. В ночь на 4 марта 1917 умер от ран в Гельсингфорсе. Похоронен на Ильинском православном кладбище в Хельсинки.

## Награды
Награждён орденами:
- Св. Станислава 2-й степени (6 декабря 1902 года)
- Св. Владимира 4-й степени с бантом (1906)
- Св. Анны 2-й степени с мечами (18 июня 1907 года)
- Орден Святого Владимира 3-й степени (6 декабря 1913 года)
- Орден Святого Станислава (Российская империя) 1-й степени с мечами (2 ноября 1915 года)
- Орден Святой Анны 1-й степени с мечами (3 декабря 1916 года)
- Кавалерский крест Ордена Почётного легиона (Франция, 1898)
- Офицерский крест Ордена Почётного легиона (Франция)
- Османие 4-й степени (Османская империя)
- Меджидие 3-й степени (Османская империя)
- Св. Александра 5-й степени (Болгария)
- За военные заслуги 3-й степени (Болгария)
- Офицерского Креста (Румыния, 1901)
- Красного Орла 2-го класса (Пруссия, 12 июля 1912 года)

Награждён медалями:
- Серебряной медалью «В память коронации Императора Николая II»
- За спасение утопающих.

## Семья
В 1897 году в городе Николаеве Аркадий Константинович женился на дочери губернского секретаря Каролине Уилкинс (Caroline Wilkins, 1869 — 4 января 1948), с которой был дружен с детства. У них было четверо детей: Евгений (15 марта 1898 — 27 апреля 1966), Ростислав (17 апреля 1900 — 16 сентября 1990), Георгий (17 апреля 1902 — 24 марта 1964) и Елена (28 марта 1911 — 5 сентября 1999).
Известный журналист Павел Хлебников — праправнук контр-адмирала А. К. Небольсина и внук его сына Ростислава Аркадьевича Небольсина.

## Память
Мыс Небольсина в бухте Троицы (залив Петра Великого), открытый и обследованный в 1888 году экспедицией корвета «Витязь», назван в честь члена экипажа - мичмана (на тот момент) А. К. Небольсина.